# Nephthytideae
Nephthytideae es una tribu de plantas con flores de la familia Araceae. Tiene los siguientes géneros:

## Géneros
- Anchomanes Schott
- Nephthytis Schott
- Oligogynium Engl. = Nephthytis Schott
- Pseudohydrosme Engl.